# 音樂創作

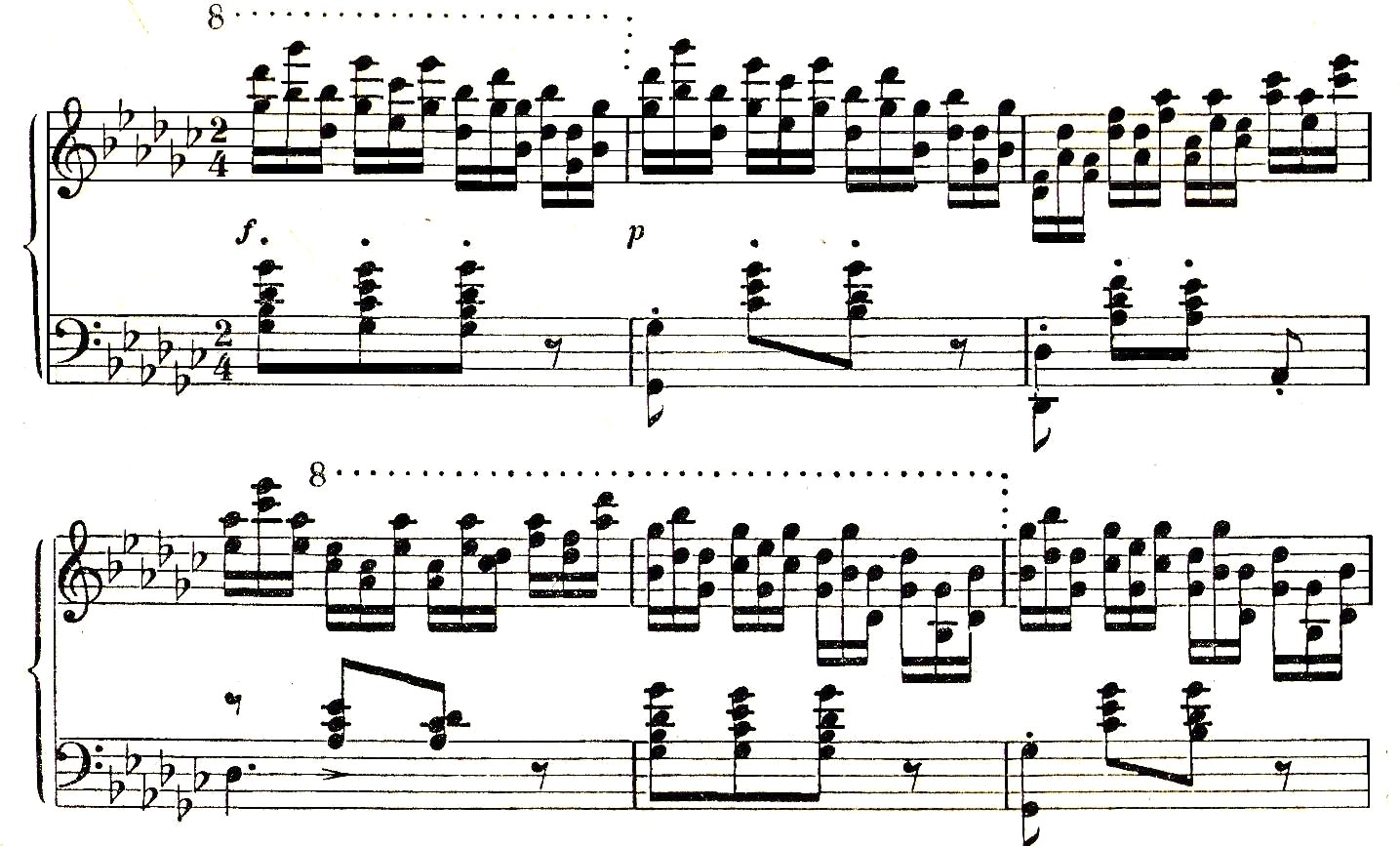
蕭邦《練習曲No. 5》曲譜

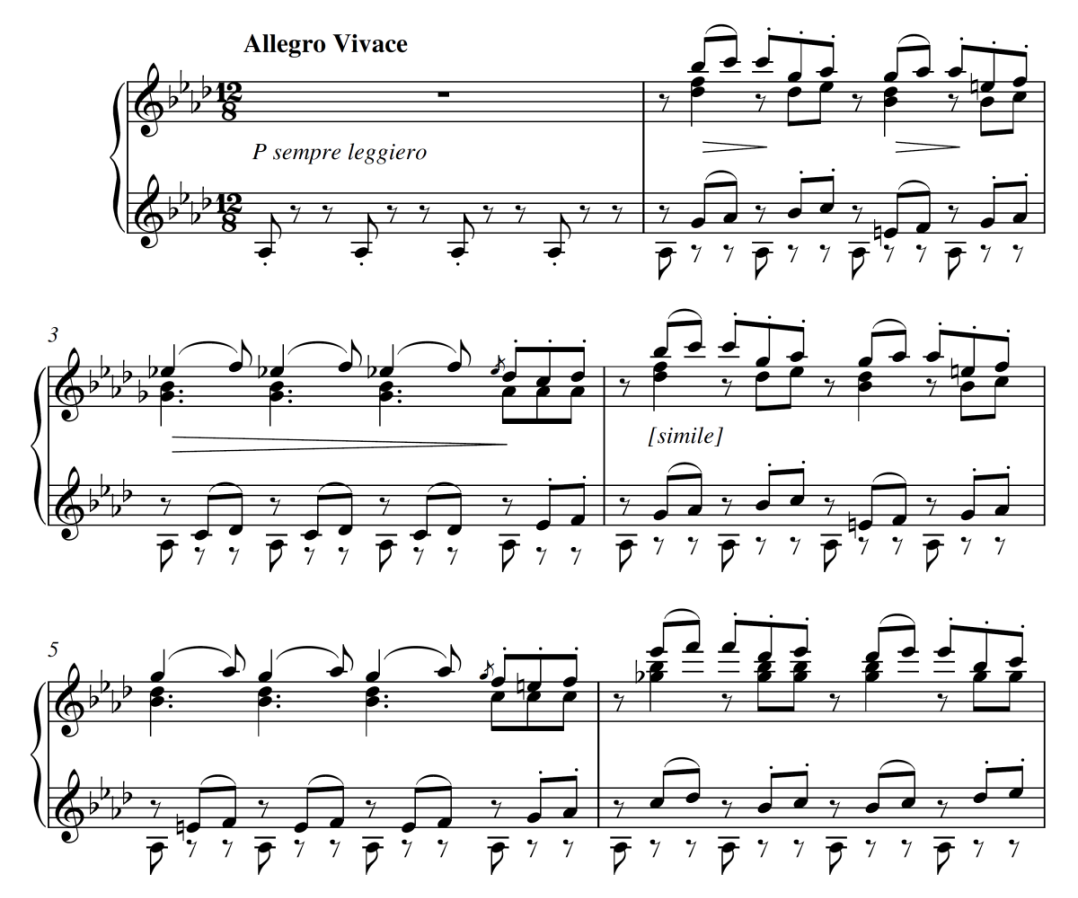
浪漫樂派作曲家鮑羅定（1833–1887）的降A大調詼諧曲曲譜

音樂創作可以指一首原創樂曲、樂曲的結構或創作新音樂作品的過程。狹義的音樂創作者稱為作曲家，廣義上則包括作詞家與編曲家。
一首樂曲必須以樂譜形式紀錄其作曲，或以聲音的演出（如：現場演唱或錄音）存在。演出時，音樂家可以透過背譜、視譜或結合以上兩者，以確實演奏事先寫曲的作品。樂曲由音樂元素所組成，而元素的表現因人、因文化而異。
即興音樂則是在演出當下作曲的一種形式，以自然天成的方式組合音樂元素。
樂興之時是由舒伯特创立的类似于即兴曲的曲作体裁。结构特点是短小精致，描述展现细微乐思，以及富有漫不经心的即兴性。他在1828年出版的《樂興之時》六首 (Moment musical, Op.94)即是此类体裁的开山和代表作，皆是钢琴小品。
在许多文化中，包括西方古典音乐 在流行音乐和传统音乐中，歌曲创作可能涉及创建歌曲的基本轮廓，称为铅表，其中列出了旋律、和弦、和聲進行和歌詞。在古典音乐中，编排（选择大型音乐合奏的乐器，如乐团，演奏音乐的不同部分，如旋律、伴奏、低音等）通常由作曲家完成，但在音乐剧和流行音乐，歌曲作者可以聘请编曲来进行编排。在某些情况下，流行歌曲或传统歌曲作者可能根本不使用书面记谱法，而是在他们的脑海中编写歌曲，然后在内存中播放，唱歌和/或录制。在爵士乐和流行音乐中，有影响力的表演者的着名录音具有著如同书写或印刷乐谱在古典音乐中所扮演的重量。
虽然音乐作品经常使用乐谱并且只有一位作者，但情况并非总是如此。音乐作品可以有多个作曲家，当乐队的所有成员合作写歌时，或者在音乐剧中，当一个人写出旋律，第二个人写歌词，和第三人策划歌曲。一段音乐也可以用文字，图像组成，或者，自20世纪以来，用计算机程序来解释或记录歌手或音乐家应该如何创造音乐声音。例如20世纪使用图形符号的前卫音乐，以及Karlheinz Stockhausen的Aus den sieben Tagen等文本作品，以及为音乐作品选择声音的计算机程序。大量使用随机性和机会的音乐被称为機遇音樂，与20世纪活跃的当代作曲家有关，如John Cage，Morton Feldman和WitoldLutosławski。一个更为人熟知的基于机会的音乐的例子是风铃在微风中叮当作响的声音。传统上，对作曲的研究主要是对西方古典音乐的方法和实践的考察，但作品的定义足够广泛，包括创作流行音乐和传统音乐歌曲和乐器作品，并包括自发的即兴创作作品。自由爵士乐表演者和非洲打击乐手如Ewe鼓手。
根据Jean-Benjamin de Laborde（1780,2：12）的说法，虽然在2000年代，作品术语
由于录音的发明，可以存在经典乐曲或流行歌曲作为录音。如果音乐是在演奏之前合成的，那么音乐可以通过记忆（在歌剧表演和艺术歌曲演奏中的歌手中的乐器独奏家的标准），通过阅读书面乐谱（大型乐团的规范，如管弦乐队，音乐会乐队和合唱团），或通过两种方法的组合。例如，管弦乐队中的主要大提琴演奏者可以阅读交响乐中的大多数伴奏部分，在那里她正在播放tutti部分，但随后记住暴露的独奏，以便能够观看指挥。作品包括各种各样的音乐元素，它们在类型和文化之间变化很大。大约在1960年之后流行的音乐类型广泛使用电子和电子乐器，如电吉他和电贝司。电子和电子乐器用于当代古典音乐作品和音乐会，尽管程度低于流行音乐。例如，巴洛克音乐时代（1600-1750）的音乐仅使用声学和机械乐器，如琴弦，铜管乐器，木管乐器，定音鼓和键盘乐器，如大键琴和管风琴。 2000年代的流行乐队可以通过吉他放大器，数字合成器键盘和电子鼓使用电吉他演奏的电吉他。

## 音乐与人工智能
该领域的一个关键部分是开发使用人工智能创作音乐的音乐软件。 与其他领域的应用一样，音乐领域的人工智能也模仿脑力劳动。一个重要的特点是人工智能算法能够从过去的数据中学习，例如在计算机伴奏技术中，人工智能能够聆听人类演奏者的演奏并进行伴奏。
人工智能算法可以生成原创音乐或协助音乐家创作新作品。
人工智能还推动了交互式作曲技术的发展，在这种技术中，计算机可以根据现场表演来创作音乐。 人工智能在音乐领域的其他应用不仅包括音乐创作、制作和表演，还包括音乐的营销和消费方式。此外，还开发了一些利用语音识别技术和自然语言处理技术对音乐进行语音控制的音乐播放程序。